# En apesanteur
Singles de Calogero
Aussi libre que moi
(2002) Tien An Men
(2002)
En apesanteur est le 2e single issu du 2e album studio Calogero du chanteur français Calogero.

## Histoire de la chanson
Écrite par Alana Filippi et composée par Calogero et son frère Gioacchino, cette chanson a rencontré un grand succès en France et a fait connaître au grand public son interprète.
Calogero a été tout d'abord chanteur-bassiste dans le groupe de son adolescence, Les Charts, avec son frère Gioacchino et avec Francis Maggiulli. Puis il a travaillé dans une pizzéria.  En 1999, il revient dans le monde de la chanson avec un premier album Au milieu des autres qui ne rencontre pas un succès énorme mais le fait connaître dans le domaine musical.
Au début des années 2000, il prépare un deuxième album, compose des mélodies et sollicite des auteurs dont la parolière, compagne du chanteur Daran, Alana Filippi. Cet album, intitulé simplement Calogero, sort en 2002, avec des titres comme En apesanteur et Aussi libre que moi, qui rencontrent le succès et vont constituer le point de départ de sa notoriété. Le titre En apesanteur dont le texte a été écrit par Alana Filippi sort également en maxi-CD et en single,.
Colagero a enregistré lui-même une variante linguistique de cette chanson, en italien, Gravità Zero.

## Thème de la chanson
L'idée du texte est venue à Alana Filippi en regardant, au journal télévisé, un reportage sur ce qui est alors considéré en France comme une approche puritaine des Américaines, gênées de prendre un ascenseur seule avec des hommes. Les paroles dressent une scène, entre un homme et une femme, montant au départ dans un même ascenseur : «Elle me dit quel étage et sa voix me fait quitter la terre ferme». Puis elles mélangent les faits, très réduits, et, au moment de la reprise du refrain, les fantasmes de l'homme nés du trouble des deux «passagers en apesanteur». Il ne se passe en fait rien, si ce n'est quelques regards et des échanges très pratiques,.

## Clip vidéo
Le clip a eu le même succès que la chanson. Réalisé par Steven Ada, il a été tourné dans un ascenseur dans lequel on retrouve Calogero avec une femme, jouée par Mélanie Doutey, alors encore peu connue. Ils semblent sous le charme l'un de l'autre, tout en gardant leurs distances, sauf dans les rêves fantasmés de l'homme,.

## Format et liste des pistes
- CD maxi

1. En apesanteur — 3:23
2. Une dernière chance — 4:47
3. En apesanteur (Acoustic) — 3:12
4. Aussi libre que moi (Acoustic) — 4:05

- CD single

1. En apesanteur — 3:23
2. Une dernière chance — 4:47

- Téléchargement digital

1. En apesanteur — 3:23
2. En apesanteur (Live) — 4:46

## Classements
| Classement (2002)                       | Meilleure position |
| --------------------------------------- | ------------------ |
| France (SNEP)                           | 13                 |
| Belgique (Wallonie Ultratop 50 Singles) | 15                 |

| Classement (2002)        | Position |
| ------------------------ | -------- |
| Belgique (Wallonie)      | 25       |
| France (Diffusion radio) | 13       |
| France (Singles)         | 7        |
| France (Clip vidéo)      | 10       |

## Apparitions dans les compilations
- 2002 : Best of France 2002
- 2002 : Now! Hits Référence, Vol. 2
- 2003 : Stars France 2003
- 2003 : NRJ Music Awards 2003
- 2003 : Les plus belles voix, vol. 1
- 2004 : Le Top: 20 ans de tubes, vol. 3
- 2007 : Hits de diamant'
- 2012 : NRJ Music Awards 2012 (par Shy'm)

## Dans la culture
- 2003 : Moi César, 10 ans 1/2, 1m39 - musiques additionnelles

## Version de Shy'm
Singles de Shy'm
Tourne
(2011)  Et alors !
(2012)
Rebaptisée En apesanteur (2011), la version de la chanteuse française Shy'm est le cinquième single issu de son troisième album, Prendre l'air. C'est une reprise de la chanson du chanteur Calogero, du même nom. Le single est sorti le 14 novembre 2011.
En Apesanteur a été chantée par Shy’m lors des tournées Shimi Tour de 2011 à 2013 et Paradoxale Tour en 2015.

### Classement hebdomadaire
| Classement (2011)                       | Meilleure position |
| --------------------------------------- | ------------------ |
| Belgique (Wallonie Ultratop 50 Singles) | 28                 |
| France (SNEP)                           | 32                 |